# 앨버트 러셀
앨버트 러셀(Albert Russell, 1890년 8월 2일 ~ 1929년 3월 4일)은 미국의 영화 감독, 배우, 각본가이다.
뉴욕에서 태어났으며 로스앤젤레스에서 사망하였다. 사인은 폐렴이다.

## 영화
- 버지니아 시티 (1940년)